# 남북공동선언실천연대
6·15 남북공동선언실천연대(南北共同宣言實踐連帶, 약칭 실천연대)는 명목적으로 남북한의 평화통일을 위해 활동할 목적으로 2000년에 결성된 단체이다.
통일부에 등록되긴 했었으나, 2010년 7월에 반국가단체(북한)에 대한 '체제 찬양고무' 활동으로 대법원이 '불법 이적 단체'로 판결했다.
남북공동선언실천연대 집행부 및 산하 활동가 구성 상임공동대표로 김승교(변호사), 집행부(활동가)로 최한욱(집행위원장), 강진구(전 집행위원장), 문경환(정책위원장), 곽동기(한국민권연구소 연구위원) 등이 있었다. 부설기관으로 한국민권연구소(민권연구소)가 있었고, 6.15 실천연대가 이적단체로 판결난 후 홀로서기 중이다.

## 이적 단체 규정
실천연대는 검찰에 의해 국가보안법 반국가단체구성 및 찬양·고무 행위 위반 혐의로 이적단체로 규정되면서 간부 4명이 구속되었다.
검찰에서는 실천연대의 강령이 이적단체에서 볼 수 있는 특징을 지녔다고 주장했다. 하지만 이에 대해서 회원들은 이적단체로 규정한 검찰의 주장을 무리한 공안정국을 조성한다고 반발했으며 검찰의 입장과 실천연대의 입장이 대립하였다. 그리고 실천연대는 공안당국이 반민주적으로 압수수색을 자행하고 있다고 주장한다.
그러나 검찰측은 법원에서의 북한의 지령을 실천 구체적인 행동 실천 인정, 광화문네거리에서 북한체제 찬양전시활동
구속된 실천연대의 간부에게 로동신문 등이 전달되는 등의 행위 등으로 봐서 이적단체가 맞다며 논쟁이 벌어졌다. 결국 서울중앙지방법원은 "실천연대가 북한의 주체사상을 찬양 선전해왔고, 중국에서 북한 간부와 만나 활동 지침을 받은 사실이 인정되는 등 국가 질서에 해악을 끼칠 위험이 있는 이적 단체"라고 규정하면서 간부 등에 대해 징역형을 선고했다.
2009년 11월 17일, 통일부는 실천연대가 법원으로부터 이적단체 판결을 받았고 공익활동이 없다는 점 등을 문제삼아 비영리민간단체 등록 말소 처분 사전 통지서를 보냈다. 그동안 실천연대는 6.25 남침유도설, 북한 핵개발의 미국 책임론, 등으로 북한의 주장을 그대로 대변한다는 비판을 받아오고 있었다.
2010년 7월 23일, 대한민국 대법원은 실천연대는 국가보안법상 이적단체에 해당한다고 판결했다.